# Acido nervonico
L'acido nervonico è un acido carbossilico  monoinsaturo a 24 atomi di carbonio con un doppio legame cis delta 15 (omega 9).
La sua presenza nell'organismo è stata reputata essenziale per la biosintesi della guaina mielinica delle cellule nervose. 
Nel cervello umano rappresenta assieme all'acido lignocerico il 60% degli acidi grassi costituenti la sfingomielina della materia bianca. 
Si può trovare nell'olio di Lunaria annua (≥ 20%), Borragine (≥ 2%), Brassica napus (≥ 2%).